# Клеро, Валантен
Валантен Клеро (фр. Valentin Claireaux; род. 5 апреля 1991, Сен-Пьер и Микелон) — французский профессиональный хоккеист, нападающий чешского клуба «Витковице» и сборной Франции.

## Биография
Валантен Клеро родился на острове Сен-Пьер и Микелон, заморской территории Франции. В сезоне 2009/10 дебютировал в высшей французской лиге за клуб «Амьен». В 2014 году перешёл в клуб второй финской лиги «ЛеКи». Отыграв сезон в Финляндии, вернулся во Францию, в клуб «Анжер», но проведя всего 6 матчей, снова вернулся в финский клуб, на этот раз им стал «КеуПа» из Кеуруу. В 2015 году впервые сыграл на чемпионате мира за сборную Франции. В сезоне 2019/20 выступал в Чешской экстралиге за клуб «Злин».
С сезона 2020/21 играет за клуб «Млада-Болеслав».